# Pseudaulacaspis barberi
Pseudaulacaspis barberi är en insektsart som först beskrevs av Green 1908.  Pseudaulacaspis barberi ingår i släktet Pseudaulacaspis och familjen pansarsköldlöss. Inga underarter finns listade i Catalogue of Life.